# Bucculatrix anthemidella
Bucculatrix anthemidella är en fjärilsart som beskrevs av Gerfried Deschka 1972. Bucculatrix anthemidella ingår i släktet Bucculatrix och familjen kronmalar. Inga underarter finns listade i Catalogue of Life.